# لا ديزيراد
لا ديزيراد (بالفرنسية: La Désirade)‏ هي جزيرة وبلدية فرنسية يسكنها 1554 نسمة (حسب إحصاء 1 يناير 2011)، وهي تقع في إقليم جوادلوب.